# Resolutie 1993 Veiligheidsraad Verenigde Naties
Resolutie 1993 van de Veiligheidsraad van de Verenigde Naties is een op 29 juni 2011 aangenomen resolutie van de Veiligheidsraad van de Verenigde Naties. Met deze resolutie verlengde de Veiligheidsraad de ambtstermijnen van de rechters van het Internationaal Straftribunaal voor Voormalig-Joegoslavië tot eind 2012.

## Achtergrond
In 1980 overleed de Joegoslavische leider Tito, die decennialang de bindende kracht was geweest tussen de zes deelstaten van het land. Na zijn dood kende het nationalisme een sterke opmars en in 1991 verklaarde Bosnië en Herzegovina zich onafhankelijk. De Servische minderheid in het land kwam hiertegen in opstand en begon een burgeroorlog, waarbij ze probeerden de Bosnische volkeren te scheiden. Tijdens die oorlog vonden massamoorden plaats waarbij tienduizenden mensen omkwamen. In 1993 werd het Joegoslavië-tribunaal opgericht, dat de oorlogsmisdaden die hadden plaatsgevonden moest berechten.

## Inhoud

### Waarnemingen
Middels resolutie 1966 was gevraagd dat het Joegoslavië-tribunaal eind 2014 afgelopen zou zijn — het tribunaal was al verlengd na eerdere vertragingen. Middels resolutie 1931 was een verdere verlenging van de ambtstermijnen van de rechters ook al reeds voorzien.

### Handelingen
De ambtstermijnen van volgende permanente rechters werden verlengd tot 31 december 2012 of tot de afloop van hun zaak indien eerder:
- Jean-Claude Antonetti
- Guy Delvoie
- Burton Hall
- Christoph Flügge

- O-Gon Kwon
- Bakone Justice Moloto
- Howard Morrison
- Alphons Orie

Alsook de ambtstermijnen van volgende ad litem-rechters:
- Melville Baird
- Elizabeth Gwaunza
- Frederik Harhoff
- Flavia Lattanzi
- Antoine Kesia-Mbe Mindua

- Prisca Matimba Nyambe
- Michèle Picard
- Árpád Prandler
- Stefan Trechsel

Alle landen, en vooral die van voormalig Joegoslavië, werden aangespoord tot een sterkere samenwerking met het tribunaal.
De Veiligheidsraad vroeg vooral om de arrestatie van Goran Hadžić — hij was op dat moment de enige door het tribunaal aangeklaagde oorlogsmisdadiger die nog niet gevat was.

## Verwante resoluties
- Resolutie 1955 Veiligheidsraad Verenigde Naties (2010)
- Resolutie 1966 Veiligheidsraad Verenigde Naties (2010)

Lijst ·  1967 ·  1968 ·  1969 ·  1970 ·  1971 ·  1972 ·  1973 ·  1974 ·  1975 ·  1976 ·  1977 ·  1978 ·  1979 ·  1980 ·  1981 ·  1982 ·  1983 ·  1984 ·  1985 ·  1986 ·  1987 ·  1988 ·  1989 ·  1990 ·  1991 ·  1992 ·  1993 ·  1994 ·  1995 ·  1996 ·  1997 ·  1998 ·  1999 ·  2000 ·  2001 ·  2002 ·  2003 ·  2004 ·  2005 ·  2006 ·  2007 ·  2008 ·  2009 ·  2010 ·  2011 ·  2012 ·  2013 ·  2014 ·  2015 ·  2016 ·  2017 ·  2018 ·  2019 ·  2020 ·  2021 ·  2022 ·  2023 ·  2024 ·  2025 ·  2026 ·  2027 ·  2028 ·  2029 ·  2030 ·  2031 ·  2032